# St. Martin (Kaltenbrunn)

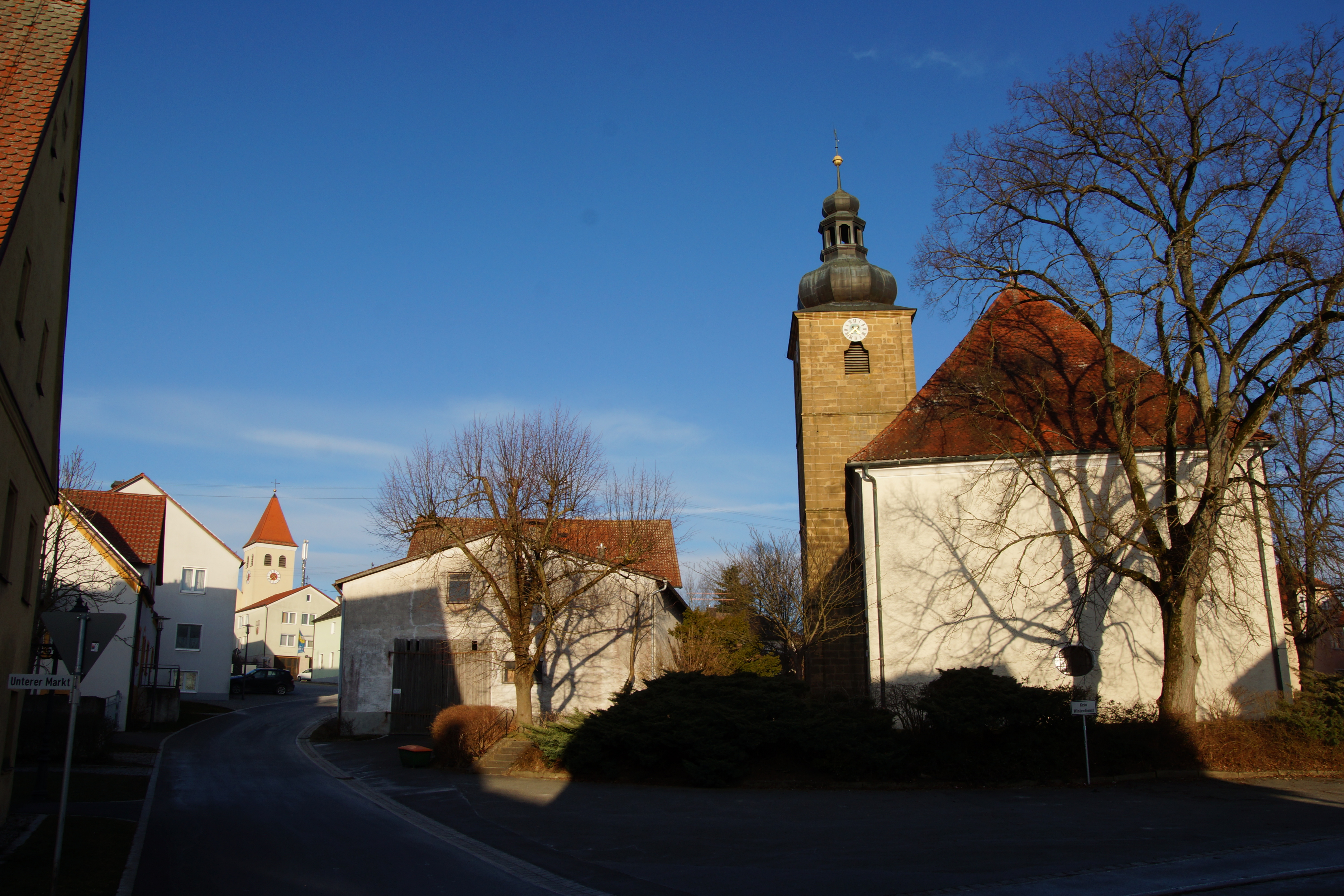
Markt Kaltenbrunn mit alter und neuer St. Martinskirche

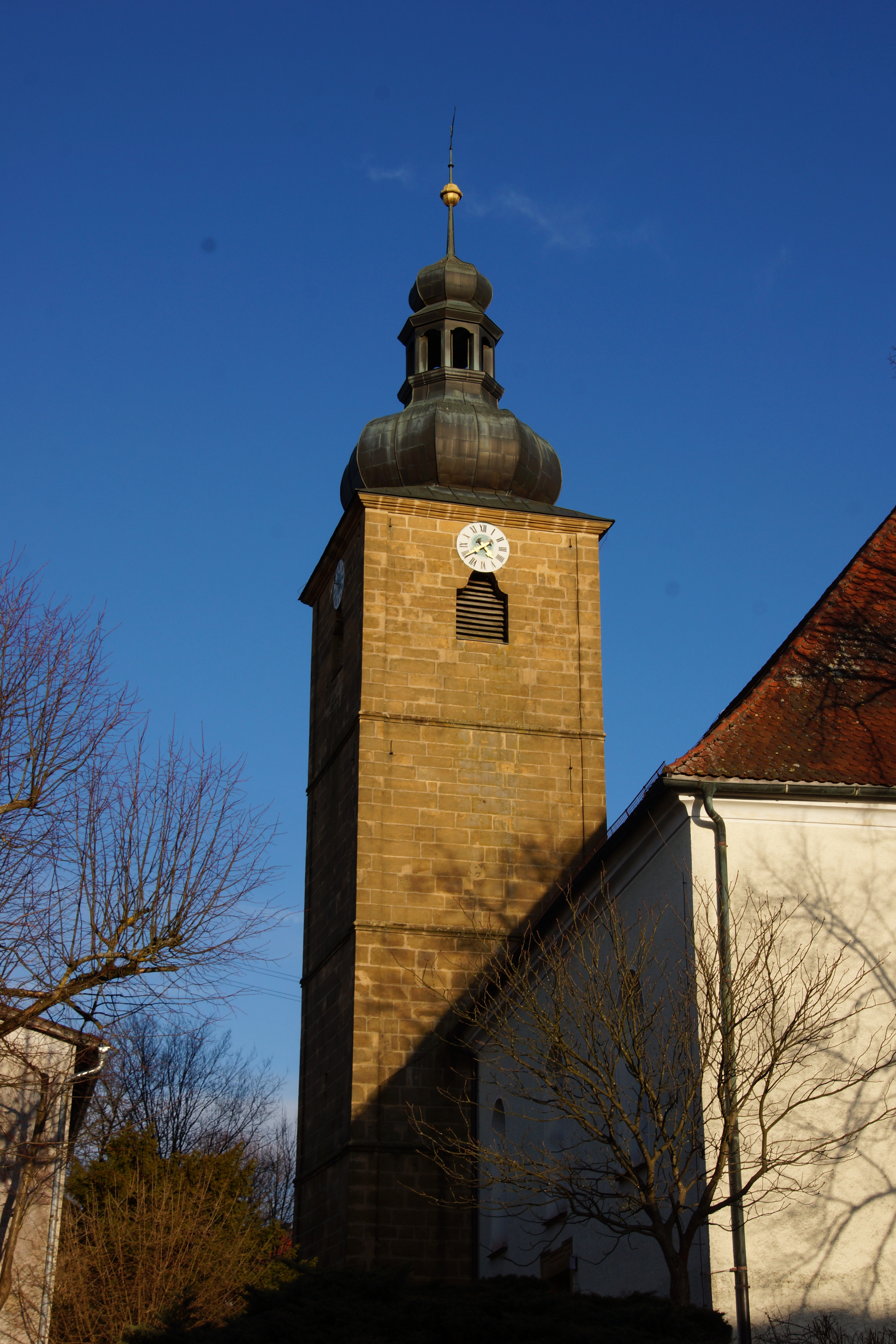
Evangelisch-Lutherische Kirche St. Martin in Kaltenbrunn

Die evangelisch-lutherische Pfarrkirche St. Martin befindet sich in dem oberpfälzischen Markt Kaltenbrunn, heute ein Ortsteil von Weiherhammer. Sie gehört zur Pfarrei Kaltenbrunn im Evangelisch-Lutherischen Dekanat Cham/Sulzbach-Rosenberg/Weiden.

## Geschichte
Die Historie der evangelischen Gemeinde in Kaltenbrunn beginnt 1524 kurz nach dem Beginn der Reformation mit dem ersten evangelischen Prädikanten Erhard Weigel. Nach dem Beginn der Gegenreformation wurden hier ab 1627 wieder katholische Geistliche eingesetzt. 1648 wurde aufgrund der Beschlüsse des Westfälischen Friedens der Zustand von vor 1627 wieder hergestellt, bis schließlich durch den „Heidelberger Vergleich“ am 28. Mai 1663 das Simultaneum auch in Kaltenbrunn eingeführt wurde. Ab diesem Zeitpunkt nutzten die katholische und die evangelische Gemeinde mit den üblichen Reibereien die Mitte des 18. Jahrhunderts neu errichtete St.-Martins-Kirche.
Der Vertrag zur Auflösung des Simultaneums wurde am 16. Oktober 1932 geschlossen und die evangelische Pfarrgemeinde erhielt gegen eine Ablöse die ursprüngliche Kirche von Kaltenbrunn zur alleinigen Nutzung. Nach dem Auszug der katholischen Pfarrgemeinde wurde die Kirche neu renoviert und am 2. September 1934 durch Oberkirchenrat Karl Prieser feierlich eingeweiht.

## Baulichkeit
Die Kirche ist eine Saalkirche mit einem Walmdach und einem eingezogenen, fünfseitig geschlossenem Chor. Die Kirche besitzt einen Flankenturm, der mit einer Zwiebelhaube und einer Laterne abgeschlossen wird. Die Jahreszahl  1756 auf der Kirche weist auf den Neubau im 18. Jahrhundert hin. Die Kirche wurde 1864 renoviert und 1891 und 1934 nochmals ausgebessert. 1981 wurde der Kirchturm saniert und die Kuppel neu eingeblecht.

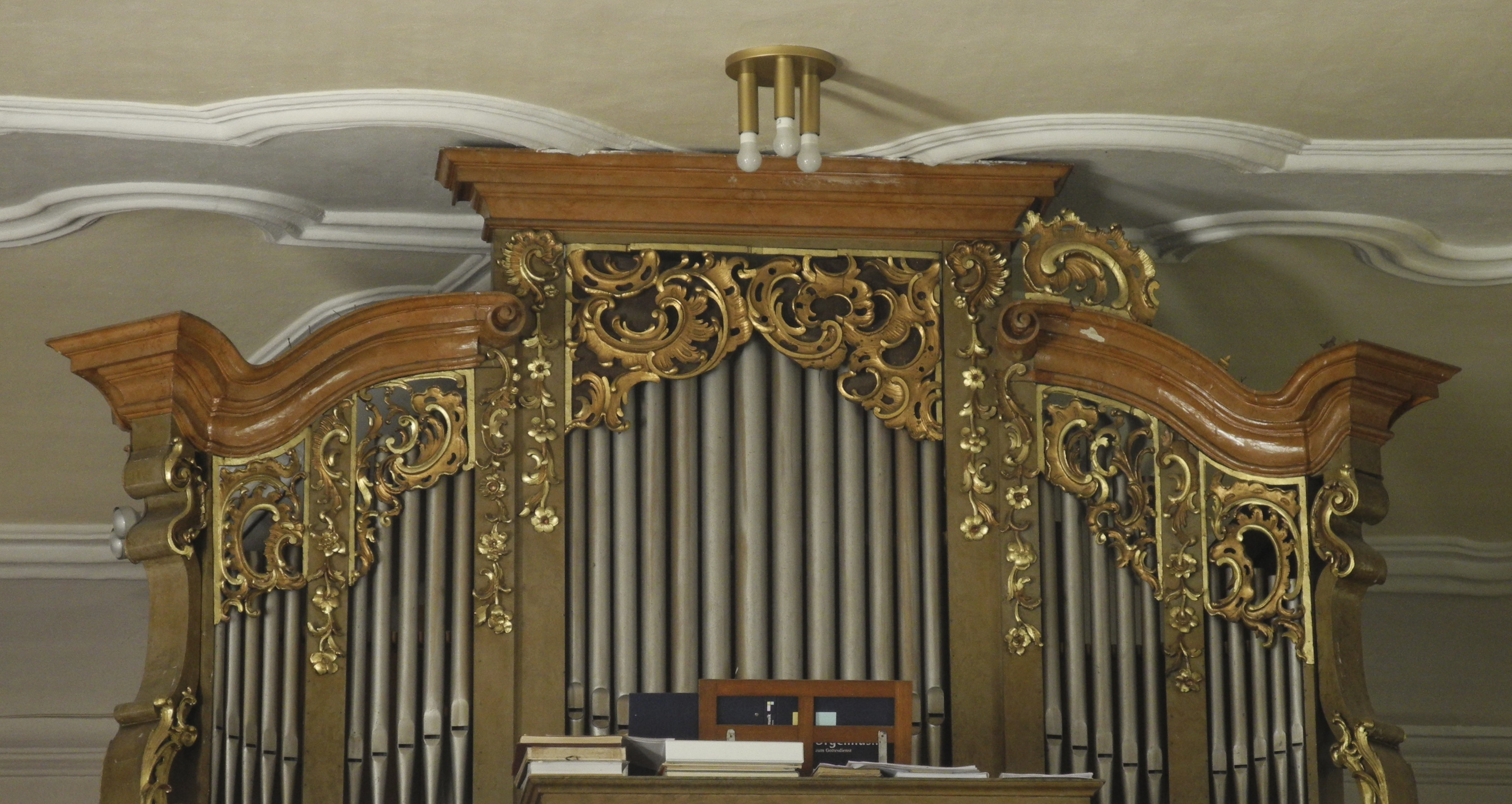
Orgelprospekt der Evangelisch-Lutherischen Kirche St. Martin in Markt Kaltenbrunn

## Innenausstattung
Eine Besonderheit sind die beiden Kabinettscheiben im südlichen Chorfenster, die aus der alten Kirche vermutlich aus dem Jahr 1520 stammen. Eine zeigt St. Ulrich als den ersten Patron der Kirche, die andere Maria mit dem Jesuskind.

## Orgel
Eine erste Orgel wurde von dem Orgelbaumeister Funtsch aus Amberg 1759 angefertigt; diese Orgel besaß 10 Register. 1905 wurde sie unter Wiederverwendung des alten Gehäuses erneuert.

## Glocken
Die kleine Glocke stammt von der ursprünglichen 1344 erbauten Kirche. Die große stammt aus dem 15. Jahrhundert.  Wegen ihres historischen Wertes blieben sie im Ersten Weltkrieg vor einer Abnehme verschont. Eine mittelgroße Glocke, die sogenannte Sterbeglocke wurde 1765 von dem Glockengießer Strasser gegossen; sie wurde im Ersten Weltkrieg für Kriegszwecke eingezogen.